# پرل اوییشن
پرل اوییشن (به انگلیسی: Pearl Aviation) یک شرکت هواپیمایی است که در تاریخ ۱۹۶۴ میلادی تأسیس شده است. دفتر مرکزی پرل اوییشن در داروین، استرالیا واقع شده‌است و قطب این شرکت هواپیمایی در فرودگاه بین‌المللی داروین قرار دارد.